# André Vauchez
André Vauchez (Thionville, 24 luglio 1938) è un medievista francese specializzato in storia della spiritualità cristiana.

## Biografia
Ha studiato all'École normale supérieure e all'École française de Rome. La sua tesi, sostenuta nel 1978, fu pubblicata nel 1987 in inglese con il titolo Sainthood in the Later Middle Ages ed è divenuta un classico di riferimento per lo studio di questo argomento.
Vauchez fu nominato direttore degli studi medievali dell' École française de Rome (1972–1979), ricercatore presso il Centre national de la recherche scientifique e professore di storia medievale presso l'Università di Rouen (1980–1982) e l'Università di Parigi X Nanterre (1983–1995).
Ha ricevuto il Premio Balzan di storia medievale nel 2013.

## Opere

### Saggi
- La spiritualité du Moyen Âge occidental VIIIe–XIIIe (The spirituality of the medieval West), Parigi, Presses universitaires de France, 1975.
- La sainteté en Occident aux derniers siècles du Moyen Âge (1198-1431), Roma, École française de Rome, 1981 [Traduz. inglese: Sainthood in the Later Middle Ages, Cambridge, 1987 e italiana: La santità nel Medioevo, Bologna, 1989].
- Les laïcs au Moyen Âge (The Laity in the Middle Ages), Parigi, Cerf, 1987.
- Saints, prophètes et visionnaires : le pouvoir du surnaturel au Moyen Âge (Saints, prophets and visionaries: the power of the supernatural in the Middle Ages), Parigi, Albin Michel, 1999.
- François d'Assise, Paris, Fayard, 2009 (Premio Chateaubriand 2010)[4]
- Vauchez, André (2012). Francis of Assisi: the life and afterlife of a medieval saint. Traduz. inglese di Michael F. Cusato, Yale University Press.
- Vauchez, André (2015). Catherine de Sienne. Vie et passion. (Les Editions fu Cerf, Paris). Traduz. italiano di Luca Falaschi. Prima edizione Editori Laterza novembre 2016.

### Curatele
- Histoire du christianisme, Parigi, Desclée, t. IV, V et VI, 1990-1993.
- Dictionnaire encyclopédique du Moyen Âge, Parigi, Cerf, 2 voll., 1997-1998.
- Christianisme : dictionnaire des temps, des lieux et des figures, Parigi, Le Seuil, 2010.
- Rome au Moyen Âge, Riveneuve éditions, 2010.

### Recensioni
- "Rich man, poor man: the radical visions of St. Francis", vol. 88.